# 言論仲裁および被害救済等に関する法律
言論仲裁および被害救済等に関する法律（げんろんちゅうさいおよびひがいきゅうさいとうにかんするほうりつ）は、盧武鉉政権下で、従来の関係法令を報道被害に特化して一元化した大韓民国の法律である。略称は言論被害救済法。

## 概要
大韓民国におけるメディア全般の報道被害を人格権的に又は金銭的に救済するために作られた法律である。

## 沿革
1980年に制定された言論基本法を廃止して、定期刊行物の登録等に関する法律（定刊法）が新たに制定される。民主化宣言以降、新聞発行における国家統制が弱まり、新聞産業の新規事業者が参入してきた。競争激化による販売市場の自由競争的状態の国家的懸念や、インターネット新聞の言論活動の規制しようとする国家の動きの一環として、言論改革立法で2005年に定刊法・放送法・民法など個別法を一元化して制定するに至った。
文在寅政権の下、2021年8月に与党の共に民主党はフェイクニュースによる被害を念頭にこの法律の改正を発議したが、「虚偽報道・ねつ造」の定義が曖昧すぎるや言論弾圧に繋がりかねないなどとして野党および市民が強く反発していた。

## 内容
同法ではメディアの自由と独立を保障（第3条）し、他方で、メディアの社会的責任（第4条）と人格権の保護（第5～6条）を定めている。
なお、人格権の侵害は、社会規範に反しない限度で被害者の同意の下で行われたり、公共の福祉に反せず、真実であると信ずるに正当な事由があれば、その報道内容の違法性は阻却されうる（第5条第2項）。
苦情処理・救済システムに関しては、報道被害の自主的な予防及び救済のために、メディアの社内に苦情処理人の設置が義務づけられ（第6条）、違反した場合は高額の罰金が科される。
また、言論基本法で初めて導入されたのち、関係法令を経て、同法にも継受された言論仲裁委員会の権限が一層強化された。従来は反論権行使が中心であったが、同法では従来の反論権のみならず、同委員会の職務を調停と仲裁に分け、それぞれの手段で損害賠償も扱えるようになった。さらに、職権による調停決定やメディア報道に対する是正勧告といった権限も追加された。

## 問題点
韓国市民の人権保護を盾にして、メディア報道の過度な制約の恐れや、人格権の保護対象が名誉権（日本における名誉毀損など）・プライバシー権など多岐にわたるわりにメディアの報道の自由と衝突した時の調整規定が無い、同委員会の国家的・社会的にメディア報道による他人の法益侵害を是正勧告できるので乱発されると国家的メディア監視につながり表現の自由の萎縮をもたらすとの韓国内の法学者・メディア関係者からの批判も多くなされている。